# Le Chesne (Ardenas)
Le Chesne era una comuna francesa situada en el departamento de Ardenas, de la región de Gran Este, que el 1 de enero de 2016 pasó a ser una comuna delegada de la comuna nueva de Bairon-et-ses-Environs al fusionarse con las comunas de Les Alleux y Louvergny.

## Demografía
| Gráfica de evolución demográfica de Le Chesne entre 1800 y 2013 |
|                                                                 |

Los datos demográficos contemplados en este gráfico que están entre los años 1800 y 2013 de la comuna de Le Chesne son los que constan en la página francesa SEHESS/Cassini. Los demás datos se han cogido de la página del INSEE.